# تنغ سرخ (سررود الجنوبي)
تنغ سرخ (بالفارسية: تنگ‌سرخ) هي قرية تقع في إيران في قسم سررود الجنوبي الريفي. يقدر عدد سكانها بـ 455 نسمة .